# Giuseppe Castellazzi
Giuseppe Castellazzi (Verona, 10 agosto 1834 – Firenze, 20 dicembre 1887) è stato un architetto, ingegnere e restauratore italiano.

## Biografia
Nato a Verona nel 1834, Castellazzi si laureò in ingegneria nel 1856 all'Università di Padova. Nel 1857 si trasferì a Venezia ove approfondì i suoi studi sull'architettura, frequentando i corsi di estetica presso l'Accademia di belle arti del marchese Pietro Selvatico Estense. Compì quindi viaggi di studio in Germania e in Francia.
Nel 1862 vinse un concorso per studi di perfezionamento a Roma e poi viaggiò a lungo in Grecia, Turchia ed Egitto, raccogliendo i suoi studi sull'architettura orientale in un volume pubblicato nel 1871. Iniziò a Venezia la propria attività professionale, impegnandosi nel campo del restauro architettonico; fra i suoi interventi si ricordano il ripristino del palazzo Contarini di San Paternian, la nuova costruzione annessa al palazzo Cavalli di San Luca e la realizzazione di una scuderia a Este (provincia di Padova). Nel 1874 si trasferì a Firenze, dove aveva vinto la cattedra di geometria, prospettiva e architettura presso l'Accademia delle arti del disegno, succedendo a Emilio De Fabris; nel 1877 divenne dapprima professore stabile e poi direttore della stessa. Si dedicò ad assai discussi interventi di restauro: oltre ad un progetto di ripristino del palazzo di Orsanmichele, fece restaurare la loggia del Bigallo e la basilica di Santa Trinita a Firenze; quest'ultimo lavoro in particolare diede origine a molte polemiche e fu concluso dopo la morte di Castellazzi sotto la direzione di Luigi Del Moro.
Fu inoltre membro di numerose accademie e società scientifiche, tra cui l'Accademia delle arti del disegno, ottenne la commenda dell'Ordine della Corona d'Italia e appartenne all'ordine mauriziano. Partecipò inoltre ad alcuni concorsi per monumenti celebrativi, in particolare per i monumenti a Vittorio Emanuele a Torino, Venezia e Roma, si impegnò nel dibattito sulla facciata di Santa Maria del Fiore a Firenze e fu presidente della commissione incaricata di riferire sull'introduzione nelle accademie di belle arti dell'insegnamento scientifico, sostenendo l'opportunità dell'istituzione in esse di speciali scuole di architettura. Morì a Firenze il 20 dicembre del 1887 ed è stato tumulato del cimitero monumentale dell'Arciconfraternita della Misericordia di Firenze, detto "cimitero dei Pinti".

## Archivio
Il fondo Castellazzi è conservato presso l'Accademia delle arti del disegno ed è stato ordinato e dotato di catalogo nel 1995 da Rosanna Morozzi e Gianluca Belli.